# クシポス

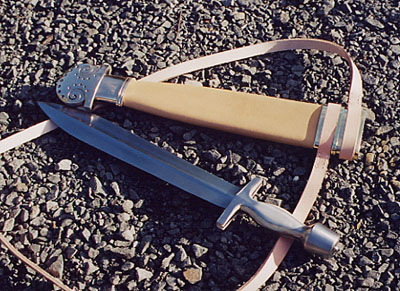
再現されたクシポス

クシポスまたはクシフォス（ギリシア語: ξίφος、英語: Xiphos）は、古代ギリシアの剣。
ホメーロスが『イーリアス』に記した剣の一つである。ハインリヒ・シュリーマンの発掘により、ミケーネ文明でコピス、パスガノン（Phasganon）と共に使用されていたと考えられるようになった。
ヘレニズム時代初期にはマケドニア、エペイロス（en:Epirus、現在のイピロス）、ギリシアにて用いられていたと考えられている。他に同時期のトラキアでも出土例がある。用語としてのクシポスはローマ時代に入っても用いられ、スパタの様な幅広の剣に対して、直剣を指す語となっていた。現在のギリシア語では、刀剣を指す語となっている。
まっすぐ伸びた長い両刃の刀身は、切断・刺突の両方が可能であり、鍔の代わりとなる棒状のクロスガードは鞘と同様に装飾されることもあった。ヘレニズム時代、小刀類と比べると高価な武器のため貴族階級に用いられ、柄や柄頭は骨あるいは象牙からなる装飾されたものもあった。鐺（こじり、鞘の先端）は球状であった。